# Khalid Naciri
Khalid Naciri (àrab: خالد الناصري, Ḫālid an-Nāṣirī) (Casablanca, 5 de març de 1946 - Rabat, 5 d'abril de 2023) fou un advocat i polític marroquí, membre del Partit del Progrés i el Socialisme i Ministre de Comunicació i Portaveu del govern d'Abbas El Fassi entre 2007 i 2012.
Doctorat en Dret i llicenciat en Ciències Polítiques, estudià a Casablanca, Rabat i París. L'any 1976 s'incorporà al cos docent a la Facultat de Dret de la Universitat de Hassan II a Casablanca. El 1996 fou Director de l'Institut Superior de l'Administració i va pertànyer el 2000 al Consell de la Lliga Àrab.